# Штайна (приток Вутаха)
Штайна (нем. Steina; ранее также Штайнах, нем. Steinach) — река в Германии, протекает по земле Баден-Вюртемберг. Площадь бассейна реки составляет 93,3 км². Длина реки — 36,7 км. Берёт своё начало на холмах южного Шварцвальда в малонаселенной местности между коммуной Ленцкирх и водохранилищем Шлухзе — на территории одноимённой общины. Источник находится примерно в 1,6 км к северо-востоку от окраины деревни: на развилке на краю леса. По небольшой дуге река, в основном, течет на юг; самым крупным притоком является ручей Эрленбах длиной в 6,6 км.